# 우에하라 유사쿠
우에하라 유사쿠(일본어: 上原勇作, 1856년 12월 6일 ~ 1933년 11월 8일）는 메이지 시대부터 쇼와 시대까지 활약한 육군 장교이다. 육군 대장, 원수이며 종일위 대훈위 공삼급의 자작으로 육군대신, 교육총감, 참모총장 등을 역임하였다.

## 생애
1856년(안세이 3년)에 사쓰마번에서 태어나 1875년(메이지 8년)에 우에하라 가문의 양자가 되었다. 육군유년학교를 거쳐 1879년(메이지 12년)에 육군사관학교를 졸업하였다. 1881년(메이지 14년)에 프랑스로 유학을 떠나 프랑스 육군에서 수학하였으며 공병의 근대화에 공헌하여 ‘일본 공병의 아버지’라고 칭해진다. 청일 전쟁 때에 장인인 노즈 미치쓰라(野津道貫)가 사령관을 맡은 제1군의 참모, 러일 전쟁 때에도 역시 노츠가 사령관을 맡은 제4군의 참모장 등으로 종군하였고 1907년(메이지 40년)에 군공으로 남작의 작위를 받았다.
1912년(메이지 45년)에 제2차 사이온지 내각의 육군대신으로 취임하였다. 육군이 제출한 2개 사단 증설안이 내각에서 긴축 재정을 이유로 거부되자 천황에게 후임자를 추천하지 않고 단독으로 사직서를 제출하였으며 군부대신 현역 무관제를 이용하여 내각의 총사직을 유도하였다. 1921년(다이쇼 10년)에 자작의 작위를 받았으며 원수가 되었다.
1933년(쇼와 8년)에 위궤양과 심장병으로 도쿄의 자택에서 사망하였다.
| 전임 아사다 노부오키 | 제7대 교육총감 1914년 | 후임 이치노헤 효에 |

| 전임 하세가와 요시미치 | 제10대 참모총장 1915년 ~ 1923년 | 후임 가와이 이사오 |